# Vryheid
Vryheid – miasto, zamieszkane przez 47 365 ludzi, w Republice Południowej Afryki, w prowincji KwaZulu-Natal.
Vryheid jest miastem górniczym, wydobywa się w jego okolicach węgiel, popularna jest tu także hodowla bydła.
Pomiędzy 5 sierpnia 1884 a 20 lipca 1888 miasto było stolicą burskiej republiki Nieuwe Republiek, pod koniec drugiej wojny burskiej zostało włączone, wraz z okolicznymi terytoriami, do Natalu, a następnie stało się częścią Transwalu.